# 아교

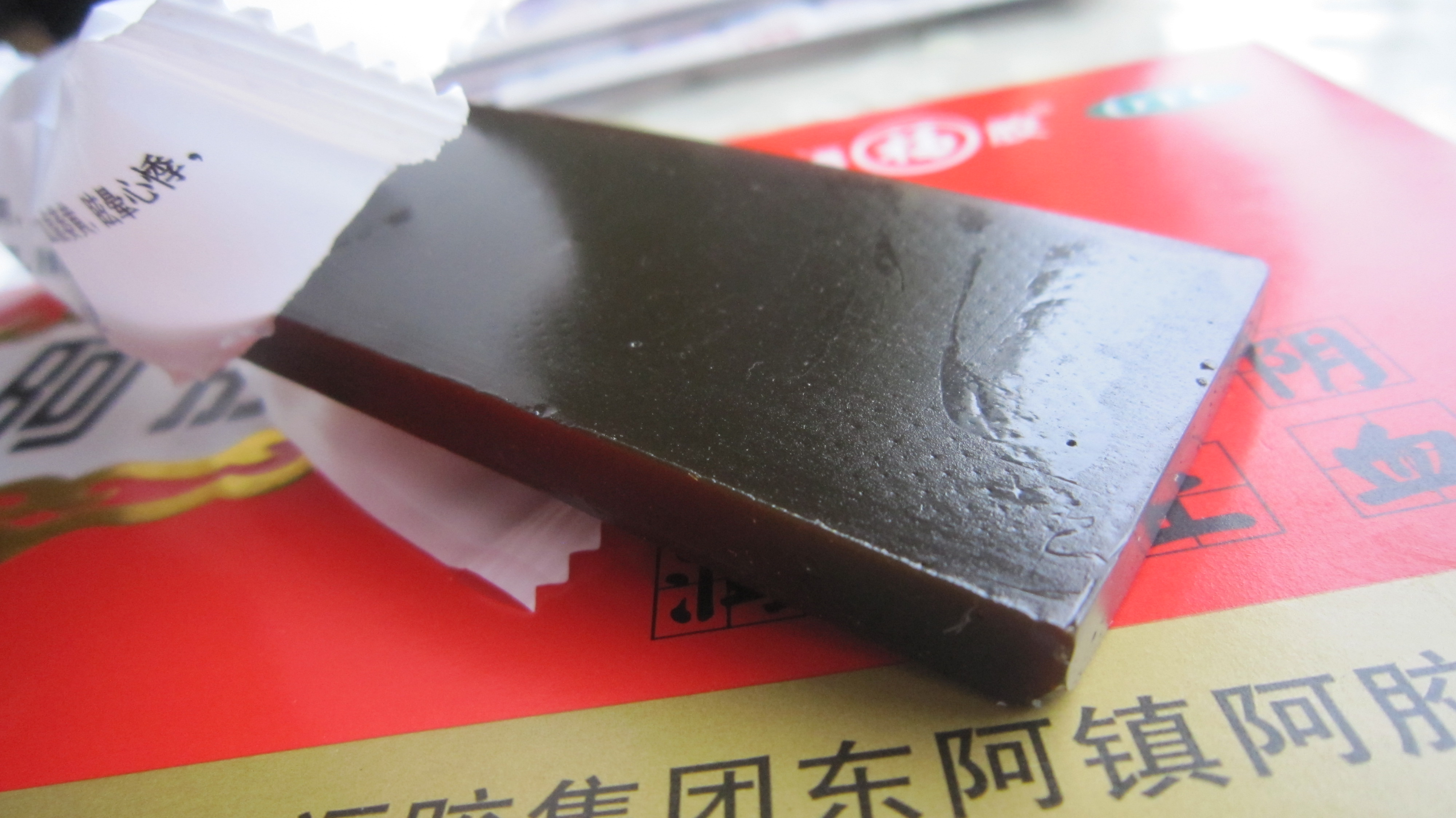

아교(중국어: 阿胶, 광둥어: 阿膠)는 두가지가 있는데, 동물의 가죽이나 뼈를 원료로 하여 짐승에서 얻은 것을 동물아교, 어류에서 얻은 것을 부레풀이라고 한다. 가죽을 석회수 용액에 담근 후, 열수추출하고 용액을 농축해서 냉각하면 응고한다. 뼈는 미리 유기용제로 탈지하고 열수추출한다. 보통 황갈색 고체이며, 물을 가하면 물과의 혼합물은 콜로이드가 되고, 가열하면 졸상태, 냉각하면 겔상태가 된다.
가열한 졸상태 용액은 목재·종이·천 등의 강력한 교착제로 되어, 합성수지 접착제가 나오기 전에는 공업용·일반용으로 널리 사용되었으나, 내수성·내습성이 없는 것이 결점이다. 먹, 회화용, 성냥 제조, 사진제판용 감광액 등에 쓰인다.

## 같이 보기
- 어교
- 카세인
- 알부민